# 川越道彦
川越道彦（かわごえ みちひこ）は、日本の映画カメラマン。

## 人物
代表作「竜二」「チ・ン・ピ・ラ」「こんばんは（夜間中学校ドキュメント）」「潜伏」。